# Hüseyin Avni Danyal
Hüseyin Avni Danyal (Trebisonda, 12 aprile 1962) è un attore turco.

## Biografia
Durante le elementari, Hüseyin Avni Danyal si è trasferito ad Ankara con la sua famiglia a causa del servizio civile del padre, dove ha continuato gli studi secondari e superiori presso l'Ankara Aydınlıkevler Hight School. Tra il 1978 e il 1979 ha iniziato a recitare come dilettante ad Ankara e nel 1981 si è iscritto presso la facoltà di belle arti del dipartimento di recitazione teatrale l'Università Dokuz Eylül, dove nel 1985, al termine degli studi, ha conseguito la laurea. Dopo aver lavorato per un periodo presso il teatro statale di Ankara, tra il 1988 e il 1994 ha lavorato presso il teatro statale di Bursa. Nel 2001 ha ricevuto il premio come miglior attore dell'Art Association. Nel 2006 ha fondato il teatro Seyirlik, insieme ai colleghi Serhat Nalbantoğlu e Necip Eraslan, che successivamente lo ha gestito da solo. Nel 2012 ha ricevuto il premio come Miglior attore non protagonista agli Antalya Television Awards.

## Vita privata
È stato sposato e divorziato sei volte e nel 1992 è nata la sua prima figlia. Il 25 luglio 2011 si è sposato con Özgen Kılıçarslan, sua settima moglie, dalla quale ha avuto una figlia, nata nel 2014.

## Filmografia

### Cinema
- Yakışıklı, regia di Orhan Aksoy (1987)
- Bir Aşk Hikayesi, regia di Cemal Şan (2004)
- Çinliler Geliyor, regia di Zeki Ökten (2006)
- Beyaz Melek, regia di Mahsun Kırmızıgül (2007)
- Şeytanın Pabucu, regia di Turgut Yasalar e Hilal Bakkaloğlu (2008)
- Güz Sancısı, regia di Tomris Giritlioğlu (2008)
- New York'ta Beş Minare, regia di Mahsun Kırmızıgül (2010)
- Aşk Tesadüfleri Sever, regia di Ömer Faruk Sorak (2011)
- Il platano (Çınar Ağacı), regia di Handan İpekçi (2011)
- Sağ Salim, regia di Ersoy Güler (2012)
- Eksik Sayfalar, regia di Ozan Çobanoğlu (2013)
- Sağ Salim 2: Sil Baştan, regia di Ersoy Güler (2014)
- Yağmur: Kıyamet Çiçeği, regia di Onur Aydın (2014)
- Son Mektup, regia di Özhan Eren (2015)
- Delibal, regia di Ali Bilgin (2015)
- Seni Seven Ölsün, regia di Cem Tabak (2016)
- Kırık Kalpler Bankası, regia di Onur Ünlü (2017)
- Barış Akarsu "Merhaba", regia di Mert Dikmen (2022)
- Sag Salim 3: Ölü ya da Diri, regia di Ersoy Güler e Ömer Kagan Güler (2023)
- Daha İyi Bir Yarın, regia di Emre Kavuk (2024)
- Paranoya, regia di Cengiz Özkarabekir (2024)

### Televisione
- Dost Eller – serie TV (1982)
- Ferhunde Hanımlar – serie TV (1993)
- Pembe Patikler – serie TV (2002)
- Esir Şehrin İnsanları – serie TV (2003)
- Şarkılar Seni Söyler – serie TV, 2 episodi (2003)
- Kurşun Yarası – serie TV, 1 episodio (2003)
- Hürrem Sultan – serie TV, 8 episodi (2003)
- Ablam Böyle İstedi – serie TV, 5 episodi (2003)
- Hayalet – serie TV (2004)
- Çalınan Ceset, regia di Andaç Haznedaroğlu – film TV (2004)
- Tam Pansiyon – serie TV, 3 episodi (2004)
- Çemberimde Gül Oya – serie TV (2004-2005)
- Aşka Sürgün – serie TV, 53 episodi (2005-2006)
- Fırtına – serie TV, 17 episodi (2006)
- Hatırla Sevgili – serie TV, 10 episodi (2006-2007)
- Kurtlar Vadisi Pusu – serie TV, 100 episodi (2007-2010)
- Hesaplaşma – serie TV (2009-2010)
- Kızım Nerede? – serie TV, 26 episodi (2010-2011)
- Öyle Bir Geçer Zaman ki – serie TV, 42 episodi (2011-2012)
- Karanlıklar Çiçeği – serie TV (2012)
- Zengin Kız Fakir Oğlan – serie TV, 141 episodi (2012-2015)
- Acı Aşk – serie TV, 13 episodi (2015-2016)
- Cesur Yürek – serie TV, 21 episodi (2016-2017)
- Vatanım Sensin – serie TV, 2 episodi (2017)
- Siyah İnci – serie TV, 20 episodi (2017-2018)
- Börü - Wolf (Börü) – miniserie TV, 1 episodio (2018)
- Şahsiyet – serie TV, 12 episodi (2018)
- Elimi Bırakma – serie TV, 1 episodio (2018)
- Eşkıya Dünyaya Hükümdar Olmaz – serie TV, 92 episodio (2018-2021)
- Segreti di famiglia (Yargı) – serie TV, 81 episodi (2021-2024)
- Prens – serie TV, 4 episodi (2023)
- Taş Kağıt Makas – serie TV, 14 episodi (2024)
- Kötü Kan – serie TV, 6 episodi (2024)
- Bir Zamanlar İstanbul – serie TV (2024)
- Il Turco (El Turco) – miniserie TV (2025)

### Cortometraggi
- Sus, regia di Serif Toklucu (2017)

## Teatro

### Attore
- Mavi Masal di Salih Yakın, presso il teatro statale di Smirne (1982)
- Fazilet Eczanesi di Haldun Taner, presso il teatro statale di Smirne (1983)
- Soytarılar Okulu di Friedrich Karl Waechter, presso il teatro statale di Ankara (1985)
- Benimle Oynarmısınız? di Marcel Achard, presso il teatro statale di Ankara (1986)
- Çılgın Dünya di Lope de Vega, presso il teatro statale di Ankara (1986)
- Kör Döğüşü di Tuncer Cücenoğlu, presso il teatro statale di Bursa (1988)
- Kadıncıklar di Tuncer Cücenoğlu, presso il teatro statale di Bursa (1989)
- Meşhedi İbat (O olmasa Bu Olsun) di Üzeyir Hacıbeyli, presso il teatro statale di Bursa (1989)
- Hayvanat Bahçesi di Edward Albee, presso il teatro statale di Bursa (1991)
- Kafkas Tebeşir Dairesi di Bertolt Brecht, presso il teatro statale di Bursa (1991)
- Fehim Paşa Konağı di Turgut Özakman, presso il teatro statale di Bursa (1992)
- Nihavent Longa di Ülkü Ayvaz, presso il teatro statale di Bursa (1993)
- Savaş Baba di Yakovos Kambanellis, presso il teatro statale di Ankara (1994)
- Azizname'95 di Aziz Nesin, presso il teatro statale di Ankara e il teatro Seyirlik (1995)
- 16 Ocak Gecesi Kral Öldü di Ayn Rand, presso il teatro statale di Ankara (1999)
- Getto di Joshua Sobol, presso il teatro statale di Ankara (2001)
- Letafet di Soner Olgun, presso il teatro Seyirlik (2008)
- Dumanaltı Aşklar di Selehattin Duman, presso il teatro Seyirlik (2011)
- Ya Başaramazsak di David Tristram, presso il teatro Seyirlik (2013)
- Öteki (oyun) di Leonie Ossowski, presso il teatro Seyirlik (2014)
- Kelepçe Kullanma Kılavuzu di Irmak Bahçeci, presso il Fişekhane (2022)

### Regista
- Çocuk ve Balık di Hüseyin Avni Danyal, presso il teatro statale di Ankara (1998)
- Asiye Nasıl Kurtulur di Vasıf Öngören, presso il teatro statale di Diyarbakır (2005)
- Azizname di Aziz Nesin, presso il teatro statale di Van (2006)

## Doppiatori italiani
Nelle versioni in italiano dei suoi film e delle sue serie TV, Hüseyin Avni Danyal è stato doppiato da:
- Antonio Palumbo[15] in Segreti di famiglia[16]

## Riconoscimenti
- Antalya Television Awards
  - 2012: Vincitore come Miglior attore non protagonista
- Art Association
  - 2001: Vincitore come Miglior attore